# Peter Grönland
Peter Grönland, dänisch: Peter Grønland, (* 15. Oktober 1761 in Wilster; † 30. Dezember 1825 in Kopenhagen) war ein dänischer Jurist, Musikkritiker, Volksliedsammler und Komponist.

## Leben und Wirken
Peter Grönland war ein Sohn des Holzhändlers und Tischlermeisters Johann Grönland und von Catharina Margaretha, geborene Spanjer. Er hatte einen Bruder namens Johann Friedrich (1777–1834).
Grönland studierte von 1782 bis 1785 Jura an der Universität Kiel und zog dann nach Kopenhagen, wo er für die Deutsche Kanzlei wirkte. Von 1794 bis 1810 arbeitete er als ökonomischer Administrator für die Königliche Porzellanfabrik. Seit 1801 zum Justizrat ernannt, gehörte er ab 1803 als Mitdirektor der Schatzkammeradministratur an.
Zu Bedeutung gelangte Grönland im Bereich der Musik. Er wirkte gemeinsam mit Carl Friedrich Cramer, Johann Abraham Peter Schulz und Friedrich Ludwig Æmilius Kunzen und unterrichtete selbst Christoph Ernst Friedrich Weyse. Im Bereich der dänischen Musik galt er als einflussreich für das Aufkommen der „Romance-og Sange“-Tradition und unterstützte die Verbreitung der Werke Johann Sebastian Bachs und Georg Friedrich Händels. Als Musikkritiker und Wissenschaftler schrieb er für führende deutsche und dänische Zeitschriften. Als Komponist schuf er viele Lieder, von denen mehr als 50 nach Texten Goethes entstanden. Außerdem beschäftigte er sich mit Sammlung und Harmonien skandinavischer Volkslieder und kam damit zu nachhaltiger Bedeutung.
Grönland sammelte in bedeutendem Umfang Musikalien, die später in die Sammlung Weyse der Dänischen Königlichen Bibliothek eingingen. Seine Manuskripte und Schriftwechsel nahmen neben der Dänischen Königlichen Bibliothek die Königliche Bibliothek zu Stockholm auf.
Seit 1793 lebte Grönland in kinderloser Ehe mit Anna Johanne Styffgen (1763–1845).